# QGo

qGo為一個開放原始碼且支援多平台的的IGS網路圍棋相容用戶端（IGS-like）。

## 軟體
- 已支援語系：英語、法語、德語、義大利語、丹麥語、荷蘭語、捷克語、漢語（正體中文）、葡萄牙語、俄語、拉丁語
- 支援伺服器：IGS、NNGS及其他IGS相容架構

## 支援的棋譜格式
- 讀取： SGF、MGT、XML
- 打譜： SGF(GTP)

## 外部連結
- 官方网站（英）（页面存档备份，存于）
- qGo中文頁面
- Internet Go Server（英）
- gGo（英）
- Ruby::Go（英）
- PANDA-glGo（英）（页面存档备份，存于）
- KDE@Taiwan（页面存档备份，存于）（內有QT翻譯文件）